# Welson Sim
Welson Sim Wee Sheng (ur. 29 marca 1997 w Kuching) – malezyjski pływak specjalizujący się w stylu dowolnym, wielokrotny medalista mistrzostw kraju. Olimpijczyk z Rio de Janeiro i Tokio.

## Przebieg kariery
Malezyjczyk debiutował na mistrzostwach Malaysia Open rozegranych w maju 2013. Brał tam udział w konkursie pływackim na dystansie 1500 metrów stylem dowolnym, wynik 15:47,69 zapewnił mu srebrny medal. W tym samym roku brał udział w mistrzostwach świata juniorów, najlepszy wynik osiągnął w konkurencji pływackiej na dystansie 1500 metrów stylem dowolnym, zajmując 18. pozycję.
W 2014 startował w mistrzostwach pływackich SEA Age Group, zdobył tam dwa złote medale, w konkurencjach 400 m i 1500 m stylem dowolnym. Welson startował w tym samym roku na igrzyskach Wspólnoty Narodów rozgrywanych w Glasgow, igrzyskach olimpijskich młodzieży rozgrywanych w Nankin oraz igrzyskach azjatyckich w Incheon – na żadnym z nich nie udało się zdobyć medalu.
W 2015 roku zaliczył debiut na mistrzostwach świata seniorów, był on bardzo nieudany w jego wykonaniu. Najwyższe, 38. miejsce w końcowej klasyfikacji, zajął w konkurencji pływackiej na dystansie 800 metrów stylem dowolnym. Wystartował na rozgrywanych w Apia igrzyskach Wspólnoty Narodów młodzieży, udało mu się wywalczyć trzy medale. Były to złoty medal w konkurencji 400 m stylem dowolnym oraz srebrne medale w konkurencjach 200 i 1500 metrów stylem dowolnym.
W 2016 debiutował na letnich igrzyskach olimpijskich, w Rio de Janeiro wystartował w trzech konkurencjach pływackich. Na dystansie 200 metrów st. dowolnym zajął 26. pozycję (wynik 1:47,67), na dystansie 400 metrów st. dowolnym zajął 34. pozycję (wynik 3:51,57), natomiast na dystansie 1500 metrów st. dowolnym zajął 39. pozycję (wynik 15:32,63).
W 2017 roku, na mistrzostwach Singapuru, wywalczył złote medale na dystansie 200, 400 metrów i 1500 metrów (stylem dowolnym). Malezyjczykowi udało się zdobyć też srebrny medal w konkurencji pływackiej na dystansie 800 metrów. Na mistrzostwach Malezji w pływaniu, Sim wywalczył cztery złote medale – w konkurencjach na dystansie 100, 200, 400 i 1500 metrów.
W 2021 wystartował w letnich igrzyskach olimpijskich w Tokio. Podobnie, jak na poprzednich igrzyskach, nie udało mu się zdobyć żadnego medalu. Na dystansie 200 metrów st. dowolnym zajął 32. pozycję (wynik 1:49,24), na dystansie 400 metrów st. dowolnym zaś zajął 33. pozycję (wynik 3:58,25).

## Rekordy życiowe
stan na 8 sierpnia 2021
| Konkurencja             | Data                 | Miejsce     | Rezultat   |
| Basen 50 m              | Basen 50 m           | Basen 50 m  | Basen 50 m |
| ----------------------- | -------------------- | ----------- | ---------- |
| 50 m stylem dowolnym    | 28 kwietnia 2019     | Bukit Jalil | 0:23,40    |
| 100 m stylem dowolnym   | 26 kwietnia 2019     | Bukit Jalil | 0:49,54    |
| 200 m stylem dowolnym   | 27 kwietnia 2019     | Bukit Jalil | 1:47,48    |
| 400 m stylem dowolnym   | 15 marca 2019        | Sydney      | 3:49,29    |
| 800 m stylem dowolnym   | 16 lutego 2019       | Melbourne   | 8:09,77    |
| 1500 m stylem dowolnym  | 19 marca 2017        | Singapur    | 15:31,10   |
| 4x100 m stylem dowolnym | 21 lipca 2019        | Gwangju     | 3:29,95    |
| 50 m stylem motylkowym  | 12 czerwca 2019      | Bukit Jalil | 0:25,96    |
| 100 m stylem motylkowym | 12 czerwca 2019      | Bukit Jalil | 0:56,38    |
| Basen 25 m              |                      |             |            |
| 50 m stylem dowolnym    | 24 października 2019 | Adelaide    | 0:24,48    |
| 100 m stylem dowolnym   | 24 października 2019 | Adelaide    | 0:49,72    |
| 200 m stylem dowolnym   | 25 października 2019 | Adelaide    | 1:45,01    |
| 400 m stylem dowolnym   | 24 października 2019 | Adelaide    | 3:43,90    |
| 800 m stylem dowolnym   | 25 października 2019 | Adelaide    | 8:04,18    |
| 50 m stylem motylkowym  | 10 listopada 2017    | Pekin       | 0:26,57    |
| 100 m stylem motylkowym | 10 listopada 2017    | Pekin       | 0:56,43    |